# Gleźnowo
Gleźnowo (deutsch Steinort, Kreis Schlawe/Pommern) ist ein Dorf in der Landgemeinde (Gmina) Darłowo (Rügenwalde) im Kreis Sławno (Schlawe) der polnischen Woiwodschaft Westpommern.

## Geographische Lage
Das Bauerndorf liegt in Hinterpommern, etwa 15 Kilometer südwestlich der Ostseestadt Rügenwalde (Darłowo) und 27 Kilometer westlich von Schlawe (Sławno).
Zum Ort führt die Ostsee-Küstenstraße, die als Woiwodschaftsstraße Nr. 203 die Städte Koszalin (Köslin), Darłowo (Rügenwalde) und Ustka (Stolpmünde) miteinander verbindet. Die nächste Bahnstation ist Wiekowo (Alt Wieck) an der Bahnstrecke Stargard Szczeciński–Gdańsk.
Die Ortschaft liegt auf einer weiten, fast ebenen Niederung des Buckower Sees (Jezioro Bukowo), nur wenige Meter über dem Meeresspiegel. Im Süden liegt die Gemeinde Bielkowo (Beelkow), im Südosten das Dorf Dobiesław (Abtshagen), im Osten Boryszewo (Büssow) und im Nordosten Bukowo Morskie (See Buckow).
Ursprünglich lag das Dorf einen bis zwei Kilometer weiter nördlich zum Buckower See hin. Sturmfluten mit Wassereinbruch der Ostsee in den See erzwangen eine Verlegung der Gehöfte weiter landeinwärts. Der letzte Durchbruch der Ostsee erfolgte im Jahr 1836, zuvor 1804.

## Ortsname
Die neupolnische Namensgebung „Gleźnowo“ entspricht der alten wendischen Namensform Glesenowe. Eine direkte Übersetzung dieses Wortes ist die deutsche Bezeichnung Steinort. Nach der Sturmflut von 1804 gab es eine interne Unterscheidung der Dorfbezirke Alt und Neu Steinort.

## Geschichte

Steinort nordöstlich der Stadt Köslin und südwestlich der Ostseestadt Rügenwalde auf einer Landkarte von 1910

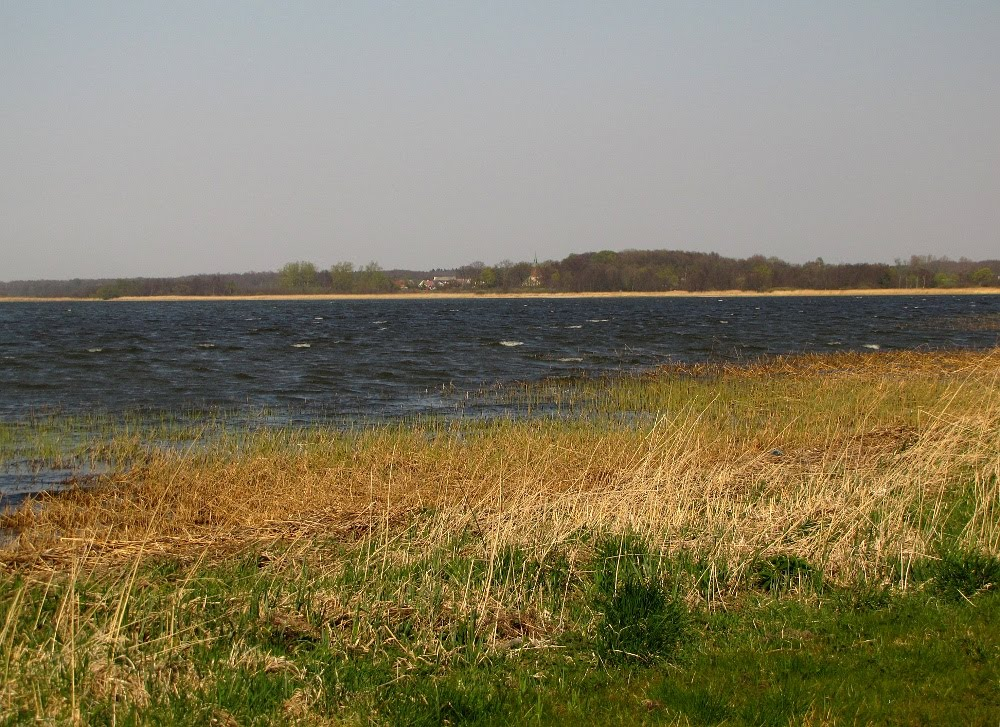
Buckower See bei Steinort

Das Dorf Steinort dürfte um 1300 vom Kloster Buckow aus besiedelt worden sein. 1275 bestätigen Fürst Wizlaw II. von Rügen und Herzog Mestwin II. von Pomerellen die Besitzungen des Klosters. In einer entsprechenden Urkunde wird auch Glesenowe genannt.
Nach der Reformation 1535 in Pommern kommt das bisherige Klosterdorf zum Amt Rügenwalde. Im Jahre 1550 greift Herzog Barnim IX. von Pommern zugunsten der Fischer aus Steinort und Neuwasser (polnisch: Dąbki) ein, weil das Rügenwalder Amt ihnen den Verkauf ihrer Fische in der Ostseestadt verboten hatte.
Im Jahre 1784 gibt es in Steinort 10 Bauern, 2 Landkossäten, 5 Büdner und 1 Schulmeister. 1818 leben hier 251 Menschen. Die Einwohnerzahl liegt 1871 bei 597, sinkt aber bis 1939 auf 498. Mit den Gemeinden Böbbelin (Bobolin), Büssow (Boryszewo), Neuwasser (Dąbki), See Buckow (Bukowo Morskie) und See Suckow (Żukowo Morskie) bildet Steinort bis 1945 den Amtsbezirk Büssow im Landkreis Schlawe i. Pom. Diese Gemeinden (mit Ausnahme von See Suckow) stellen auch den Standesamtsbezirk Büssow mit Sitz in See Buckow dar.
Am 5. März 1945 erfolgt die Besetzung des Ortes durch sowjetische Truppen. Die Bevölkerung wurde anfangs vertrieben, dann aber zum Arbeitseinsatz im Staatsgut See Buckow wieder zurückgeholt. Anschließend wurde Steinort, wie ganz Hinterpommern, unter polnische Verwaltung gestellt. Steinort erhielt den polnischen Ortsnamen Gleźnowo. In der Folgezeit wurden die einheimischen Dorfbewohner aus Steinort vertrieben.
Der Ort ist heute Teil der Gmina Darłowo im Powiat Sławieński in der Woiwodschaft Westpommern (bis 1998 in der Woiwodschaft Köslin).

## Kirche
Das Gotteshaus der bis 1945 zumeist evangelischen Einwohner von Steinort war die Dorfkirche See Buckow. Mit Steinort gehörten die Gemeinden Büssow, Neuwasser und See Buckow sowie die (später nach Petershagen ausgepfarrte) Filialgemeinde Pirbstow (heute polnisch: Przystawy) zum Kirchspiel See Buckow, das in der Kirchenprovinz Pommern der evangelischen Kirche der Altpreußischen Union lag. Letzter deutscher Geistlicher war Pfarrer Waldemar Knieß. Nach dessen plötzlichem Tod am 31. Dezember 1945 war Frau Elfriede Lange mit russischer und polnischer Genehmigung für die kirchliche Betreuung der Deutschen zuständig.
Heute sind die Einwohner von Gleźnowo überwiegend katholischer Konfession. Die wenigen evangelischen Gemeindeglieder werden nun vom Pfarramt Koszalin (Köslin) in der Diözese Pommern-Großpolen der polnischen Evangelisch-Augsburgischen (d. h. lutherischen) Kirche versorgt.

## Schule

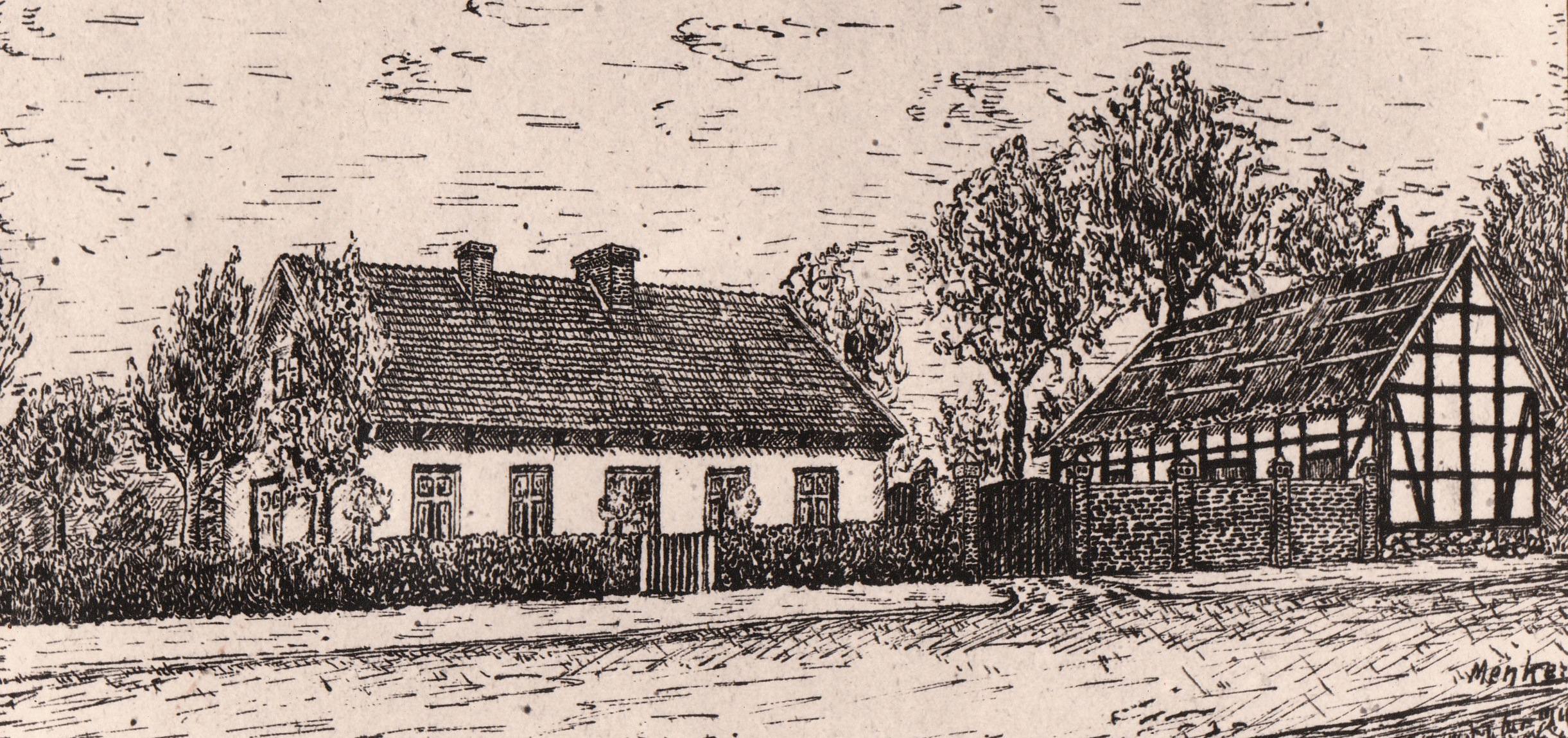
Schule und Lehrerhaus in Steinort (vor 1945)

Bereits 1784 wird in Steinort ein Schulmeister erwähnt. Von 1840 bis 1882, als die beiden Ortsteile Alt- und Neu Steinort getrennt waren, hatte jeder eine eigene Schule. Im Jahre 1910 wurde die zweiklassige Schule mit Lehrerwohnungen errichtet. Der letzte deutsche Schulhalter in Steinort vor 1945 war Lehrer Heinrich Menke.